# PowerBook 190
Le PowerBook 190 est un ordinateur portable d'Apple. Il fut, avec le PowerBook 190cs lancé en même temps, le dernier Macintosh à utiliser un microprocesseur de la famille Motorola 680x0. Vendu à 1 650 $, il constituait l'entrée de la gamme des ordinateurs portables d'Apple. Malgré son nom, il s'apparentait plus à un PowerBook 5300 avec lequel il partage plusieurs éléments,.
La version 190cs possède quelques différences : la mémoire vive est portée à 8 Mio contre 4 Mio, et possède un écran couleur, qui en outre dispose d'une plus grande surface d'affichage (10,4 pouces contre 9,5 pouces).

## Caractéristiques
Liste des caractéristiques :
- Microprocesseur : Motorola 68LC040 32 bits cadencé à 33 MHz
- Bus système 32 bits à 33 MHz
- Mémoire cache : 8 Kio de niveau 1
- Mémoire morte : 2 Mio
- Mémoire vive : 4 ou 8 Mio extensible à 36 ou 40 Mio
- Écran LCD 9,5" à matrice passive
- Résolutions supportées :
  - 640 × 480 en 4 bits (16 niveaux de gris)
- Disque dur IDE de 500 Mo
- Lecteur de disquette 3,5" 1,44 Mo
- Lodem 28,8 kb/s optionnel
- Slots d'extension :
  - 1 connecteur mémoire spécifique (PB 53xx) de type DRAM (vitesse minimale : 70 ns)
  - 2 slots PC Card Type II (ou 1 de Type III)
- Connectique :
  - 1 port SCSI (HDI-30)
  - 1 port série (Mini Din-8)
  - 1 port ADB
  - port infrarouge optionnel, compatible IRTalk
  - sortie son : stéréo 16 bits
  - entrée son : mono 16 bits
  - sortie vidéo optionnelle mini-15
- Haut-parleur mono
- Microphone intégré
- Batterie NiMH (de type PB 190), lui assurant environ 3 à 5 heures d'autonomie
- Dimensions : 5,1 × 29,2 × 21,6 cm
- Poids : 2,7 kg
- Consommation : 45 W
- Systèmes supportés : Système 7.5.2 à Mac OS 8.1